# Mollia gracilis
Mollia gracilis là một loài thực vật có hoa trong họ Cẩm quỳ. Loài này được George Bentham mô tả khoa học đầu tiên năm 1861 theo mẫu vật số 4949 do Richard Spruce thu thập tại New Tarapoto, Peru.

## Phân bố
Loài cây gỗ cao tới 7,5 m (25 pedalis) này có trong các khu rừng miền đất thấp tại Bolivia, miền bắc Brasil, Colombia, Ecuador, Peru, Venezuela.